# История Острова Принца Эдуарда
История Острова Принца Эдуарда тянется от доколумбовых времён до современной эпохи. До прибытия европейцев остров был частью острова Микмак, земли народа микмак. Впервые остров был исследован европейцами в 16 веке. В 1604 году Франция заявила права на всю морскую территорию, включая остров Принца Эдуарда. Однако только в 1720 году Франция попыталась заселить остров, основав колонию Иль-Сен-Жан. После британского завоевания полуострова Акадии (современная Новая Шотландия) в 1710 году поток акадских иммигрантов двинулся в районы, все ещё находящиеся под контролем Франции, такие как Иль-Сен-Жан.
В 1758 году Британия получила контроль над островом в ходе кампании на острове Сен-Жан во время Семилетней войны. Вскоре после этого британские войска начали изгонять с острова многих акадийцев. Остров был официально основан как британская колония Сент-Джон в 1769 году и переименован в Остров Принца Эдуарда в 1798 году. В столице колонии в 1867 году прошла одна из конференций, которая привела к созданию Канадской Конфедерации, но только в 1873 году сама колония присоединилась к Канадской Конфедерации.

## Ранняя история
Остров Принца Эдуарда был впервые заселен народом микмак, жившим в этом районе тысячи лет. Они назвали остров Эпеквит (произношение изменено европейцами на Абегвейт), что означает «колыбель на волнах». Согласно мифологии Микмака, остров образовался, когда великий дух положил на поверхность розового моря кусок темно-красной глины в форме полумесяца. В настоящее время на острове Принца Эдуарда есть два заповедника коренных народов микмак.

## Французская колония

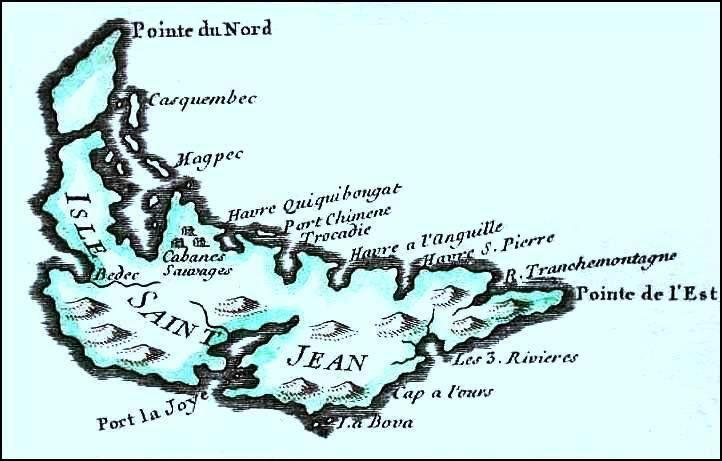
Карта Острова Принца Эдуарда в 1744 году, тогда известного как Иль-Сен-Жан

В 1604 году Франция потребовала земли Приморья и основала колонию Акадия. После Утрехтского договора 1713 года остров стал называться Иль-Сен-Жан. Первые французские поселенцы прибыли в Нофраге в 1719 году после кораблекрушения. Поселенцы жили в основном в Порт-Лажуа и Гавр-Сен-Пьер (порт Сен-Питер). Порт-Лажуа был отдельной административной единицей и гарнизоном от Луисбурга и был домом для правительств Иль-Рояля и Иль-Сен-Жана. Новые поселения были основаны вдоль Ривьер-дю-Норд-Эст и в окрестностях, но Гавр-Сен-Пьер оставался крупнейшим населением во время французской оккупации острова.

## Британская колония
В 1763 году британцы заявили о своих правах на все Приморские острова. Отдельная колония на острове Принца Эдуарда, названная «Остров Святого Иоанна», была основана 28 июня 1769 года после решительных действий поселенцев острова.